# Sunshine Coast
Sunshine Coast és una zona urbana australiana situada al sud-est d'l'estat de Queensland, a nord de Brisbane, la capital estatal, a la costa de l'oceà Pacífic. Tot i no comptar amb un districte central de negocis, se situa com la novena metròpoli més gran d'Austràlia i la tercera més gran de Queensland. D'acord amb el Cens d'Austràlia de 2011 la regió va registrar una població de 270.270 habitants.